# Zwinge (Sonnenstein)

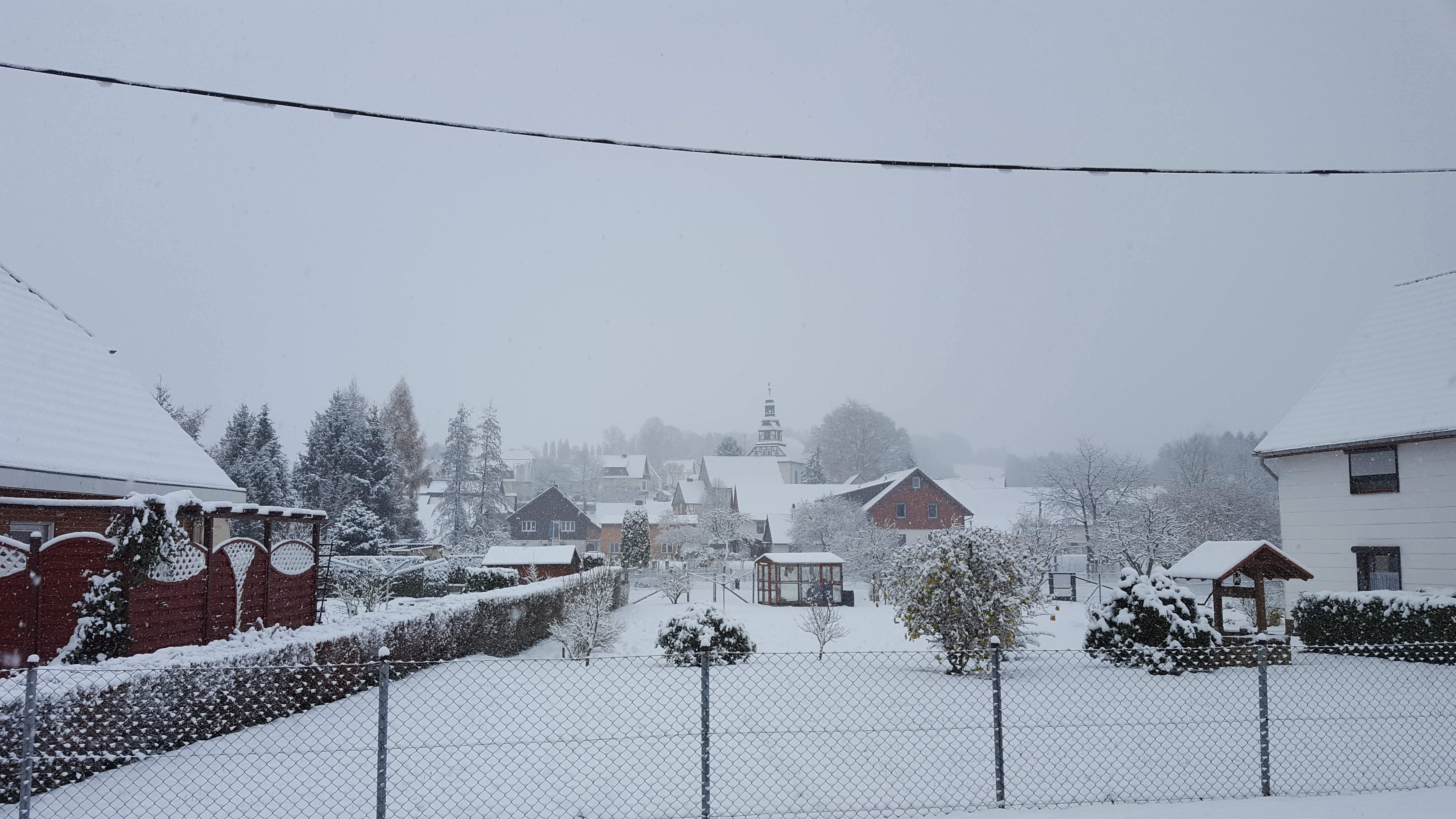
Blick auf das Dorfzentrum im Winter

Zwinge ist ein Dorf im thüringischen Landkreis Eichsfeld. Es ist eines der wenigen Dörfer im Landkreis Eichsfeld, die nicht zum historischen Eichsfeld gehören, landschaftlich liegt Zwinge bereits in der Region des Südharzes. Seit dem 1. Dezember 2011 ist die vormals selbständige Gemeinde ein Ortsteil der Landgemeinde Sonnenstein.

## Geographie

### Geographische Lage
Zwinge liegt im äußersten Norden des Landkreises Eichsfeld an der Grenze des Bundeslandes Thüringen zum niedersächsischen Landkreises Göttingen. Naturräumlich zählt das im südlichen Harzvorland gelegene Gebiet zum Silkeroder Hügelland. Zwinge breitet sich im Ellertal aus, wo die Weilroder Eller und die Geroder Eller zusammenfließen. Bedingt durch die sehr hügelige Landschaft wird die Gegend um Zwinge überliefert auch als "Bucklige Welt" bezeichnet. Dieses südliche Harzvorland mit seinen romantischen Tälern und waldbedeckten Höhen kündet die Nähe zum Mittelgebirge Harz an.

### Berge
Der Ort ist von kleinen Anhöhen und Bergen umgeben: Ziegenberg (225,5 m ü. NN), Brachsgrube (302 m ü. NN), Eichberg (242,3 m ü. NN), Osterberg (227,6 m ü. NN), Wolfsberg (290,2 m ü. NN), Lochberg (308,9 m ü. NN), Komesberg (256,2 m ü. NN), Zwinger Schnackenberg (246,9 m ü. NN) und Galgenberg (211,8 m ü. NN).

#### Der Wolfsberg
Der Wolfsberg liegt südwestlich der Ortschaft Zwinge. Er wird gleichfalls von den Orten Brochthausen und Jützenbach umschlossen und ist in der Gemarkung Zwinge an der höchsten Stelle 290,2 m ü. NN. Über dem Berg verlief zu großen Teilen die ehemalige innerdeutsche Grenze zwischen Zwinge und Brochthausen. Teile des alten Kolonnenweges sind zum Teil heute noch erhalten und gehören zum Naturschutzgebiet Grünes Band. Die Flächen des Wolfsberges auf der thüringischen Seite werden hauptsächlich landwirtschaftlich für den Ackerbau und die Viehzucht genutzt. Der kleinere niedersächsische Teil ist hauptsächlich durch Buchenwald bedeckt. Von Zwinge, Jützenbach sowie Brochthausen führen befestigte Wege auf die Bergspitze, wo sich eine Schutzhütte befindet.
Der Name des Berges ist auf alte Überlieferungen im Zusammenhang mit dem Wolf als Tier zurückzuführen. Aus einem Bericht aus dem Boten von der Allerburg von 1898 steht geschrieben:
Wolfsberg:

Von dem Dorf Zwinge wird gedacht, daß das gebaut ist im Jahre Christi 1017, und hat ein Abgott gestanden im Turm von Thon, hat S. Jacobus geheißen, ist aber Anno 1710 umgestoßen und rausgerissen. Es hat damals viele Wölfe gegeben. Bei Zwinge liegt ein Berg, der Wolfsberg genannt. Es hat damals ein alter Schuster gewohnt vor dem Wolfsberg. Dessen Frau haben des Winters Nachts die Wölfe vor der Thür weggeholt. Sie hat einen schwarzen Rock um sich gehangen, um ihre Behause zu thun. Der Wolf hat sie in den Berg getragen. So hat die Frau ihren Rock liegen lassen und ist davon gelaufen. Idem sie ins Haus tritt, sind ihrer drei Wölfe hinter ihr gewesen. Der Schuster hat mit Namen geheißen Kesehage. Es ist im Jahre gewesen, als Jost von Minnigerode erschlagen von den Wegbeutern in den Knorren-Berken 1570.

#### Der Lochberg

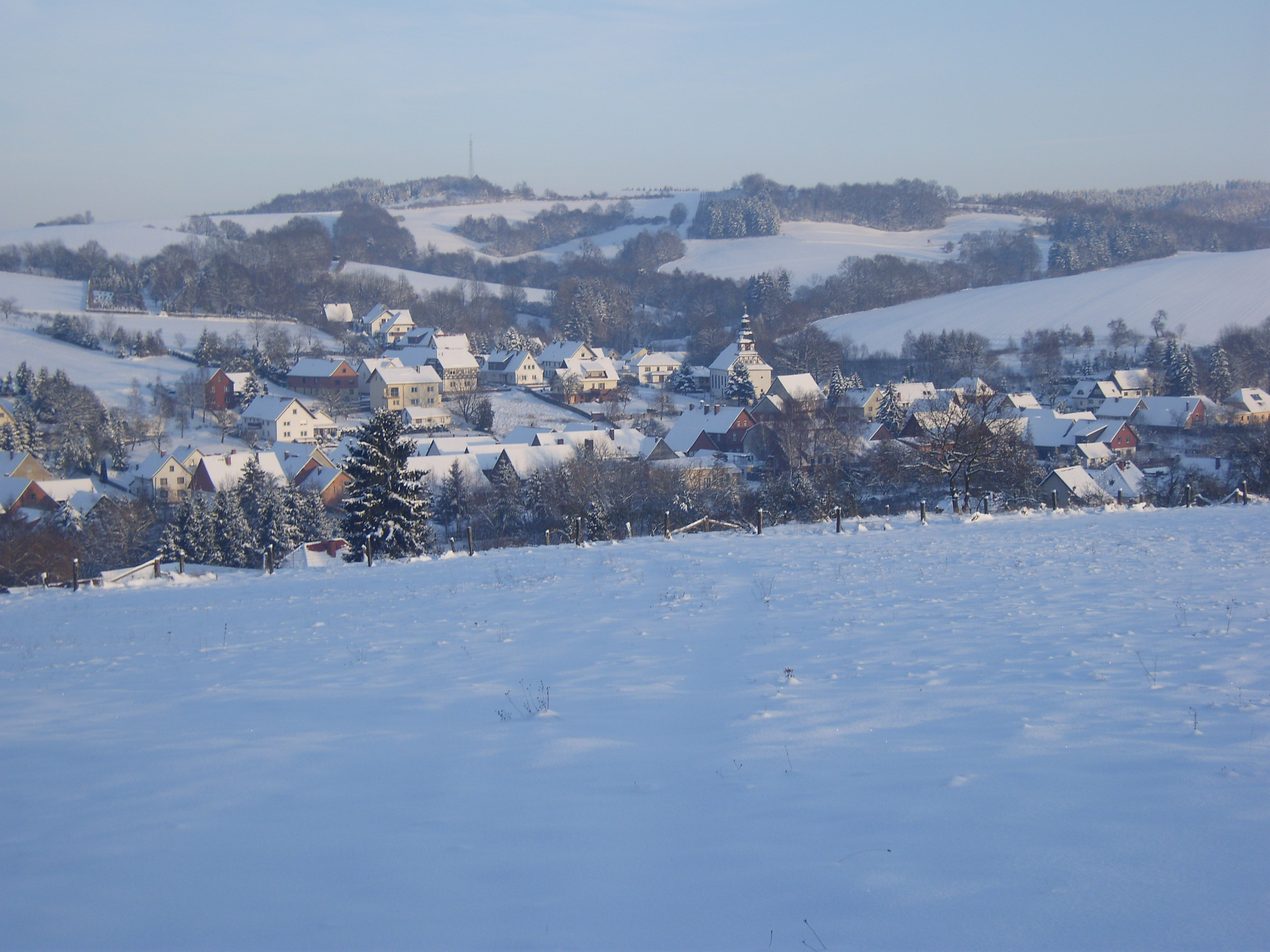
Blick auf den Ortskern Zwinge vom Bueberg. Im Hintergrund ist der Lochberg mit Funkturm zu sehen.

Der Lochberg erstreckt sich nordöstlich der Ortschaft Zwinge in Richtung Silkerode und Bockelnhagen. Die Flächen des Lochberges verteilen sich annähernd gleich auf die Gemarkungen der drei Ortschaften. An seiner höchsten Stelle hat eine Höhe von ungefähr 308,9 m ü. NN. Zu großen Teilen werden die Flächen in der Gemarkung Zwinge als Acker- und Wiesenflächen und zu kleinen Teilen als Waldflächen genutzt. Der Name Lochberg könnte von der Vielzahl der Löcher, die er hat, herrühren. Wobei die Löcher eigentlich kleine Täler sind. So finden sich in seiner Nachbarschaft z. B. Taleinschnitte mit dem Namen Brachsgrube oder Sandkuhle. Bis in die 2. Hälfte des vorigen Jahrhunderts wurde im direkten Umfeld des Lochbergs Sand als Baumaterial gewonnen. Von Zwinge ging es über den Lochberg auf den sogenannten „Burgweg“ zur Allerburg. Heute befindet sich ein Funkturm auf ihm, der den Zugang zur digitalen Welt, Internet und Telefonie, erheblich erleichterte bzw. erst ermöglichte. Seit ca. 1962 taucht auch bzw. entstand die Bezeichnung „Russenbunker“ auf dem Lochberg, nachdem er von einem kleinen Trupp sowjetischer Soldaten mehr oder weniger dauerhaft „besetzt“ wurde. Er diente als Horchposten und war mit Lauschtechnik ausgestattet. Der Trupp gehörte zu einer Nachrichteneinheit, die in Mühlhausen stationiert war. Die Soldaten versahen ihren Dienst unter äußerst einfachen Bedingungen, zeitweise unter freiem Himmel mit Lagerfeuer und Selbstversorgung, wobei die Natur mit Wild, Pilzen und Beeren half. Von Zwinge aus wurde zu dieser Zeit durch die ZBO (Zentrale Bau Organisation) die Zuwegung auf den Lochberg zum „Russenbunker“ massiv ausgebaut und als „Landwirtschaftlicher Wegebau“ deklariert. Von der Baubrigade der LPG wurde ein massives Gebäude auf dem Berg errichtet, welches als kleine „Kommandantur“ diente. Die „Plattenstraße“ sowie das Gebäude sind heute noch vorhanden. Die sowjetischen Soldaten campierten in einem Mannschaftsbunker, der über einen Laufgraben mit dem Hauptbunker verbunden war. Vom Hauptbunker hatte man über einen Aussichtsschacht die Göttinger Ebene mit ihren Verkehrswegen im Blick. Mit der Deutschen Einheit zogen auch die sowjetischen Soldaten von diesem Höhenzug ab. Reste der sowjetischen Bunkeranlagen der Nachrichteneinheit sind heute noch zu sehen bzw. erhalten. Allerdings sind einige Teile, wie z. B. der Laufgraben, bereits eingestürzt oder stark einsturzgefährdet. Der Name „Russenbunker“ ist heute in der Bevölkerung immer noch sehr gebräuchlich und bezeichnet ein Areal, von dem man eine Aussicht auf Zwinge, Bockelnhagen, Silkerode, Jützenbach und die Göttinger Ebene hat.

#### Der Komesberg
Der Komesberg liegt nördlich von Zwinge unmittelbar angrenzend an die Ortslage. Er ist ein etwas kleinerer Hügel unterhalb vom Lochberg. An seiner höchsten Stelle ist er 256,2 m ü. NN hoch. Die Fläche des Komesberges gehört ausschließlich zur Gemarkung Zwinge. Teilweise ist der Komesberg auf seiner Südseite auf der Bergstraße von Zwinge bebaut. Außerdem liegt unmittelbar unterhalb der Hügelspitze der Friedhof von Zwinge mit seiner Trauerhalle, welche im Jahr 2017 grundlegend saniert wurde.

#### Der Galgenberg
Der Galgenberg ist eine kleine Erhöhung nördlich der Ortschaft Zwinge direkt an der ehemals innerdeutschen Grenze. Heute liegt der Galgenberg direkt an der Grenze der Bundesländer Thüringen und Niedersachsen und hat an seiner höchsten Stelle eine Höhe von 211,8 m ü. NN. Am Fuß des Galgenberges stand über Jahrzehnte das ehemalige Ziegelsteinwerk Zwinge, heute ist ein kleiner Solarpark dort angesiedelt. Direkt angrenzend an die ehemalige Ziegelei wurde am Galgenberg bis zur Wende Ton als natürlicher Rohstoff für die Ziegelsteinherstellung gewonnen. Mit der Schließung der Ziegelei kurz nach der Wende wurde auch der Abbau von Tonerde in Zwinge beendet. In nördlicher Richtung wird der Galgenberg von dem Bach Schmalau begrenzt, der auch gleichzeitig Grenzbach der innerdeutschen Grenze war.
Der Name des Berges ist auf eine alte Hinrichtungsstätte bzw. Gerichtsstätte mit einem Galgen zurückzuführen, welche sich bis Anfang des 16. Jahrhunderts nachweislich auf der linken Seite der Schmalau in der Nähe von Zwinge befand. 1648 ließen die Herren von Minnigerode einen neuen Galgen auf der rechten Seite der Schmalau, heutiger Galgenberg, einen neuen Galgen errichten.

### Gewässer
Zwinge befindet sich im Ellertal am Zusammenfluss der Weilroder Eller und der Geroder Eller. Die Eller nimmt kurz nach der Vereinigung ihrer Quellbäche die Schmalau westlich von Zwinge auf. Der Fluss gehört zum Flusssystem der Weser, ihr Wasser speist nacheinander die Rhume, die Leine und die Aller.

### Nachbarorte
An Zwinge grenzen im Norden Silkerode, im Osten Bockelnhagen, im Südosten Weißenborn-Lüderode, im Südwesten Jützenbach und im Westen die dem Landkreis Göttingen zugehörigen Kommunen Hilkerode, Rhumspringe und Duderstadt, Stadtteil Brochthausen, und die Ortschaft Pöhlde.

## Geschichte

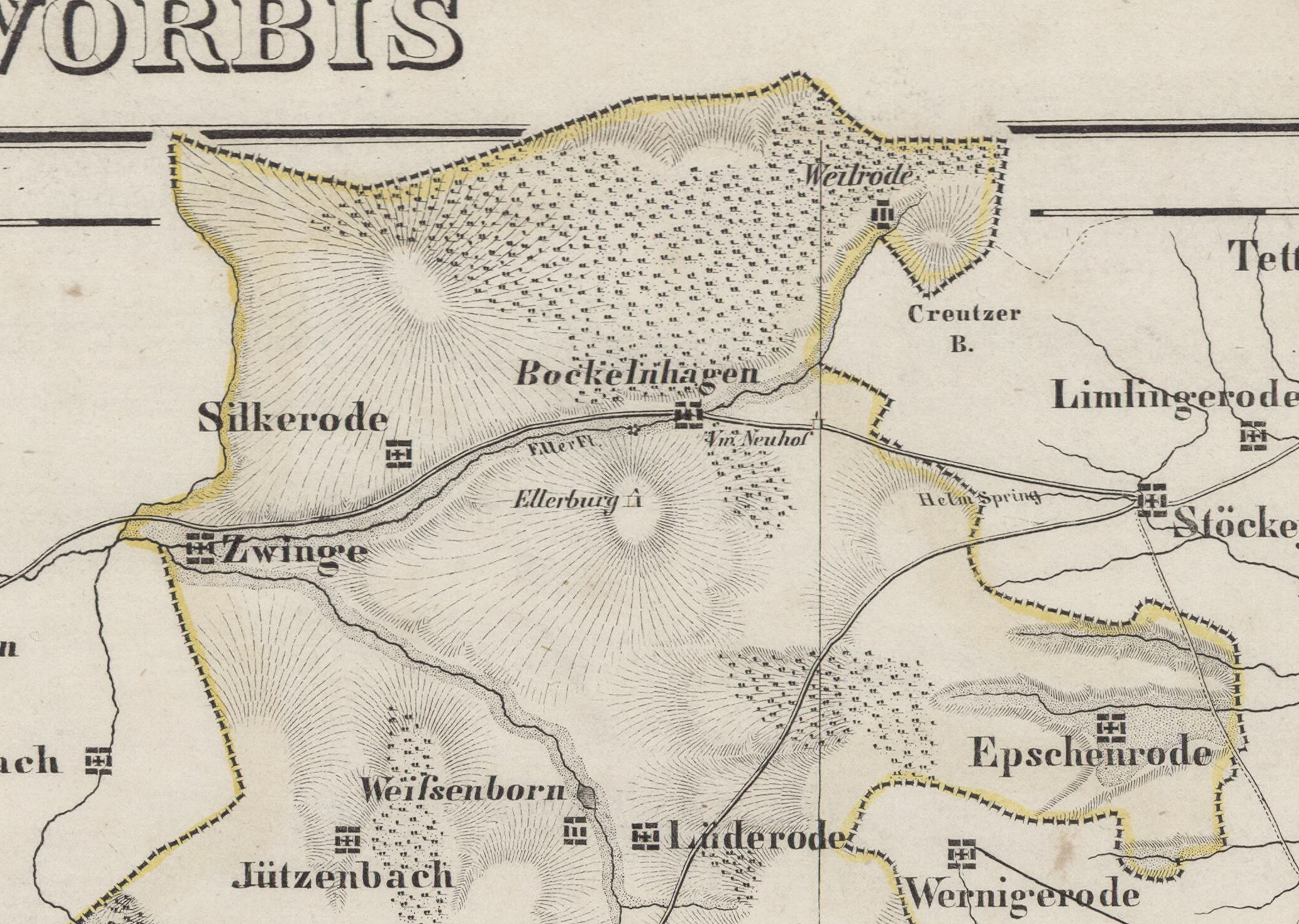
Zwinge im Landkreis Worbis auf einer Karte aus dem Jahr 1840

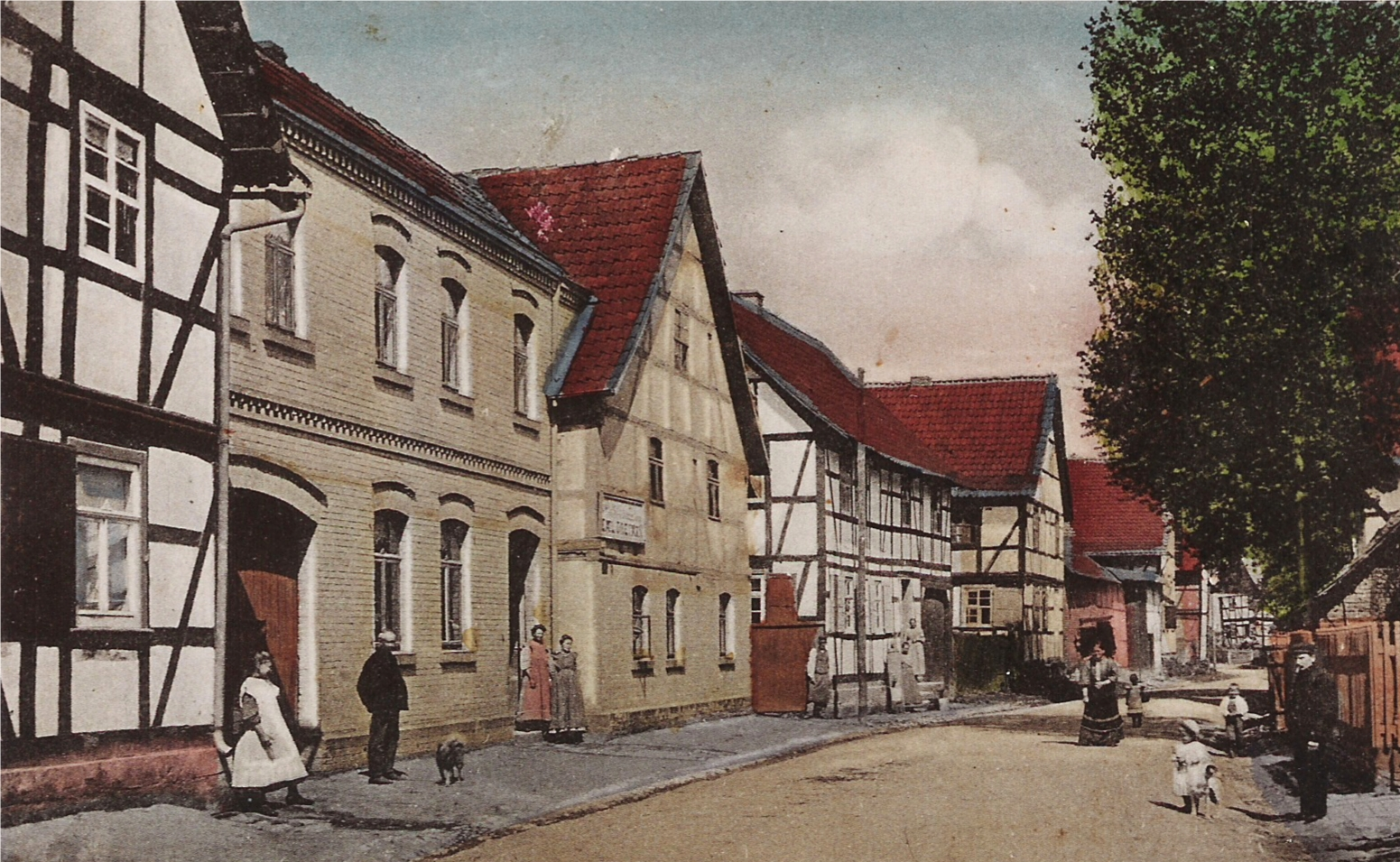
Dorfstraße in Zwinge um 1900

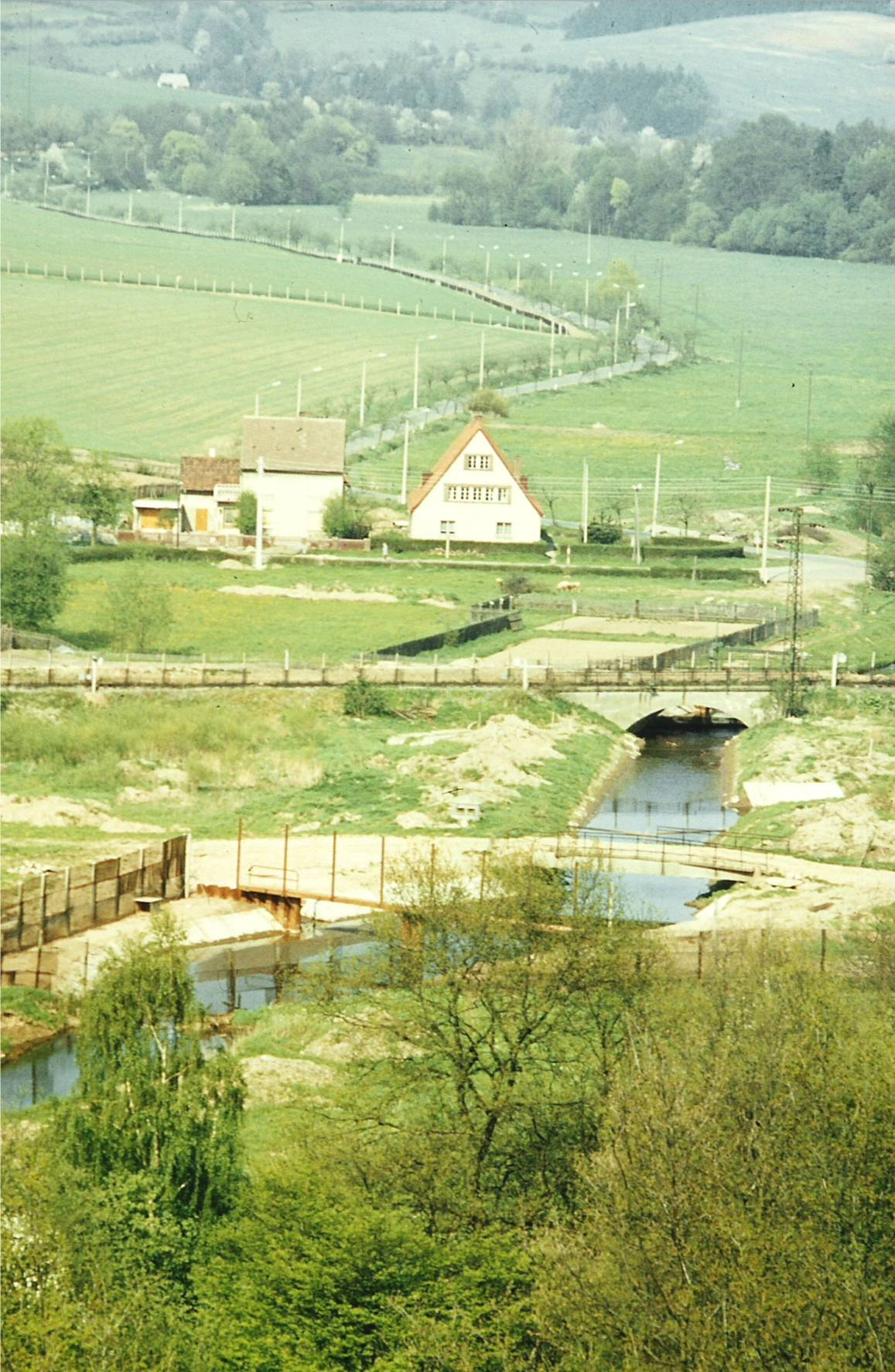
Sperranlagen der ehemaligen innerdeutschen Grenze mitten im Ortskern

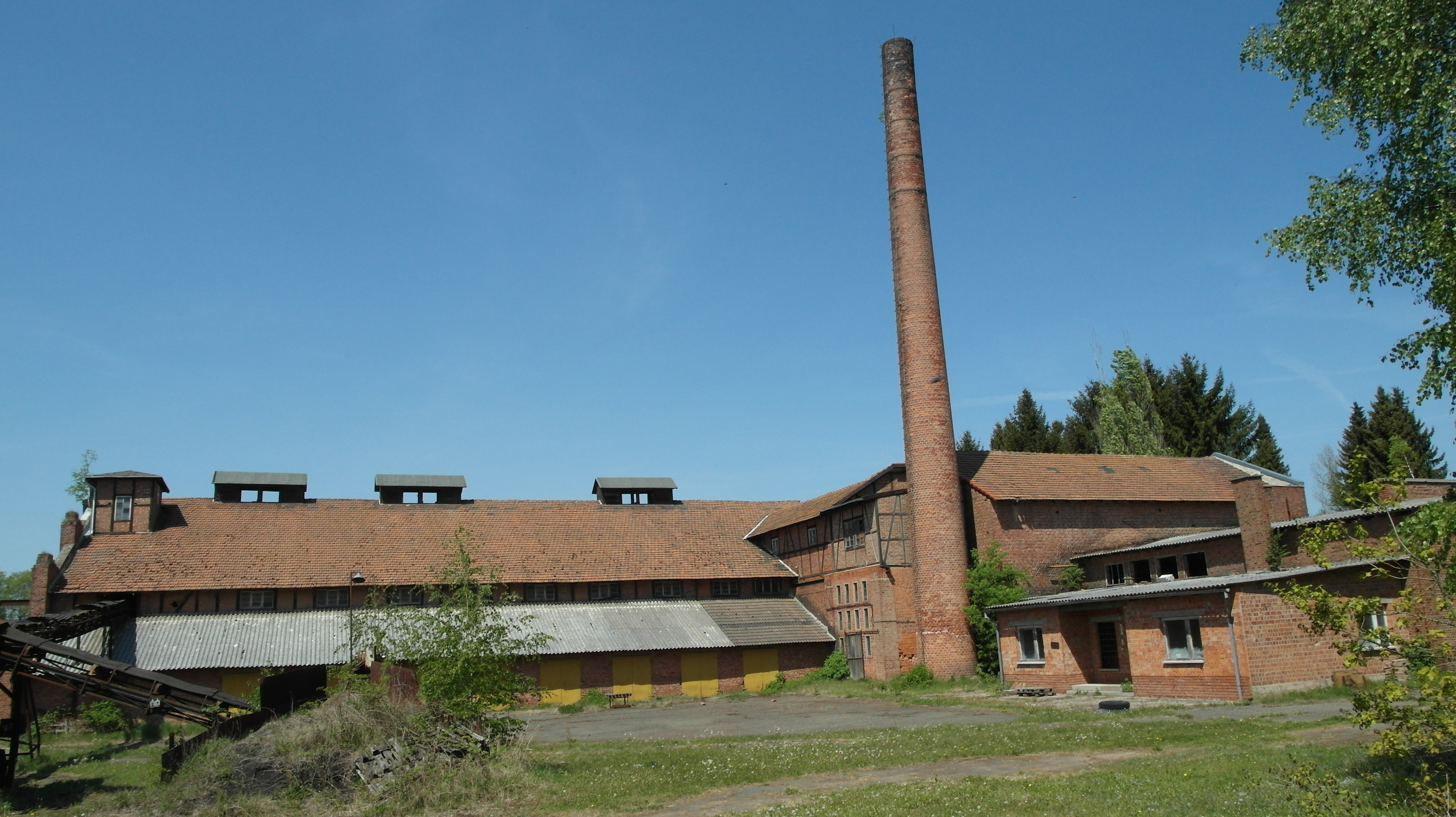
Die ehemalige Ziegelei befand sich unmittelbar am Grenzzaun

Der Legende nach gründet sich der Ort Zwinge auf eine Siedlung um 300 n. Chr. Angehörige eines germanischen Stammes, die Cherusker, ließen sich auf einem Hügel am Zusammenfluss der Ellerbäche Weilröder Eller und Geröder Eller nieder. Sie nannten ihre Niederlassung „to dem Twinge“. Aus „Twinge“ wurde später Zwinge. Auch die Bezeichnung „Dwinge“ war üblich. Vielleicht ist der Name auf eine alte Thingstätte zurückzuführen. Als ältester Name wird von Buschenrode „Twinge“ angegeben. August von Minnigerode vermutete die Entstehungszeit noch vor dem Jahr 531. Im 4. Jahrhundert verbanden sich die Cherusker mit anderen Volksstämmen zum Sachsenbund. Zur gleichen Zeit vermischten sich auch die Angeln und Warnen mit den Hermunduren, aus denen der Verband der Thüringer hervorging. Ein alter Grenzwall, der die Stammesgebiete der Alt-Sachsen und der Thüringer trennte, verlief von der Eller-Helme-Wasserscheide über Mönchberg, Weißenborn, Lüderode, Sonnenstein Ohmgebirge bis nach Hessen. Vom 8. Jahrhundert an kamen auch Franken in die Gegend von Zwinge. Reste einer bedeutenden fränkischen und frühdeutschen Burganlage wurden auf der nahen Hasenburg nachgewiesen.
Der Name Twinge weist auf eine alte Gerichtsstätte hin; mit Twing wurde in früherer Zeit ein Gerichtskreis bezeichnet. Nachrichten aus ältester Zeit über die Abhaltung eines Gerichts im Dorf sind nicht vorhanden. Erst Anfang des 17. Jahrhunderts befindet sich nördlich von Zwinge auf dem Galgenberg ein Gerichtsplatz.
Bis ins 19. Jahrhundert war Zwinge Sitz des von Minnigerodschen Gerichts Allerburg „offen als Rügegericht“. Eine alte Gerichtsordnung für das offene Gericht zu Zwinge vom Jahr 1651 ist noch vorhanden (Rassow). Im 17., 18. und bis ins 19. Jahrhundert übten die Freiherrn von Minnigerode in Zwinge die hohe und niedere Gerichtsbarkeit über ihre Untertanen aus. 1628 wurde Bastian Apel, der im Gericht Allerburg Raub verübt hatte, auf der Gerichtsstätte in der Wüstung Möncherode auf dem rechten Ufer der Schmalau hingerichtet und dort beigesetzt. Da aber der Amtmann zu Herzberg die beiden Galgen abbrechen ließ, errichteten die von Minnigerode 1648 einen neuen Galgen auf dem linken Ufer des Baches im Bezirk Zwinge.
Zwinge wurde 1334 in einer Braunschweiger Urkunde bezogen auf einen „Dethard von Dwinge“ erstmals urkundlich erwähnt. In dieser Urkunde vom 22. Mai 1334 nannte Herzog Heinrich II. von Braunschweig den Ort im Rahmen einer jährlichen Abgabe. Er verpflichtete sich zur Zahlung eines Vierdings (einer viertel Mark) zugunsten der „Brüder Dethard und Hermann von Zwinge“ aus seinem Gute zu Brochthausen. Der Ort gehörte zum Burgbezirk der Burg Allerburg, die sich 3 km östlich der Ortslage auf dem Allerberg befindet. Als Gerichtsherren und Burgherren trat das Geschlecht der Familie Minnigerode in Erscheinung. Bedeutsam für die Entwicklung des Ortes waren auch das um 1120 gegründete und nur 5 km entfernte Kloster Gerode an der Quelle der Geroder Eller und die Stadt Duderstadt.
Für die wirtschaftlichen Grundlagen des Dorfes spielten die vorhandenen Ressourcen Wald und Wasser eine große Rolle. Untersuchungen zur Wirtschaftsgeschichte wiesen nach, dass sich im 16. Jahrhundert auf Grund des vorhandenen Waldreichtums eine Waldglashütte am Kloster Gerode befand. Für ihren Betrieb waren die angrenzenden Orte angewiesen, Brennmaterial und Pottasche anzuliefern. Ebenfalls auf das Kloster geht das in Zwinge ansässige Ziegeleigewerbe zurück. Steinbrüche und Kalkbrennöfen für die Bauten der nahen Stadt Duderstadt und andernorts lassen sich noch vielerorts in der Flur nachweisen. Mit der Wasserkraft der Eller wurden 5 Mühlen – unmittelbar vor Zwinge lag die Teichmühle – betrieben. Im holzverarbeitenden Handwerk waren Drechsler und Büttner vorherrschend. Im 19. Jahrhundert zogen viele Männer als Bauhandwerker in die entstehenden Großstädte. Als erstes Industrieunternehmen wurde 1911 im nahen Bischofferode das Kaliwerk Bismarckshall aufgebaut. Die Industrie sorgte auch für den Bau der Bahnstrecke Bleicherode Ost–Herzberg, so erhielt Zwinge einen eigenen Bahnanschluss.
Mit der Inbesitznahme des Eichsfeldes und der angrenzenden Regionen durch das Königreich Preußen gehörte Zwinge ab 1816 zum Landkreis Worbis und ab 1952 zum Kreis Worbis. Nach 1945 lag der Ort in unmittelbarer Nähe der innerdeutschen Grenze. Ähnlich grenznah gelegene Orte wurden von der DDR teilweise aufgegeben und die Bevölkerung umgesiedelt. Zwinge verdankt sein Überleben wohl ausschließlich der dort ansässigen Ziegelei, auf deren Produkte der sozialistische Mangelstaat nicht verzichten konnte. Der Ort wurde jedoch ab 1966 vollständig abgeriegelt und konnte nur mit spezieller Genehmigung betreten werden. Nach der Wende hat das Dorf seine Bedeutung in zentraler Lage im Südharz wieder erhalten. Die einst so überlebenswichtige Ziegelei wurde allerdings stillgelegt und 2012 abgerissen, dort entstand ein Solarpark. Von 1952 bis 1989 lag Zwinge im Sperrgebiet unmittelbar an der Innerdeutschen Grenze und die Bewohner waren zahlreichen Einschränkungen unterlegen. Dabei wurde auch die Bahnstrecke von Bleicherode nach Herzberg unterbrochen und der Bahnhof Zwinge wurde zur Endstation. 1994 schlossen sich die neuen Landkreise Worbis und Heiligenstadt zum Landkreis Eichsfeld zusammen. Am 1. Dezember 2011 schloss sich die Gemeinde Zwinge mit sieben anderen Gemeinden der Verwaltungsgemeinschaft Eichsfeld-Südharz zur Landgemeinde Sonnenstein zusammen.

### Einwohnerentwicklung
Im Jahr 1572 hatte Zwinge 43 Haussitze. Multipliziert man diese Zahl mit der angenommenen durchschnittlichen Kopfzahl einer Familie in jener Zeit, also 4,65 hatte Zwinge 1572 etwa 200 Einwohner.
1905 hatte Zwinge 583 Einwohner; 1910 stieg die Einwohnerzahl auf 723. Nach der Volkszählung am 1. Dezember 1916 sank diese wieder auf 548. Dieses Auf und Ab der Bevölkerung in dem Zeitraum von 1905 bis 1916 ist auf dem Bau der Eisenbahnlinie Großbodungen-Zwinge-Herzberg zurückzuführen. Viele am Bahnbau beteiligte Arbeiter verließen den Ort nach Abschluss des Streckenbaus wieder.
Im Ersten Weltkrieg wurden aus Zwinge 103 Männer zum Heeresdienst einberufen worden, von denen bis Februar 1917 10 den Tod fanden, einer wurde vermisst und drei gerieten in Gefangenschaft.
Kosename: Twinger Schwengelschieter
Seit 1950 ist die Einwohnerzahl infolge der Grenzbedingungen stetig rückläufig.
Für das 20. Jahrhundert liegen genauere Einwohnerzahlen vor:
Entwicklung der Einwohnerzahl (31. Dezember):
| - 1994: 452 - 1995: 457 - 1996: 466 - 1997: 465 - 1998: 469 - 1999: 462 | - 2000: 448 - 2001: 441 - 2002: 440 - 2003: 451 - 2004: 454 - 2005: 449 | - 2006: 440 - 2007: 433 - 2008: 423 - 2009: 418 - 2010: 415 |

Datenquelle: Thüringer Landesamt für Statistik

## Wappen
Blasonierung: „In Rot ein bis zum Schildhaupt erniedrigter goldener Wellensparren, oben von einer silbernen Waage und unten von einem silbernen Lindenblatt begleitet.“
Das Wappen der Gemeinde Zwinge zeigt in rotem Schild einen halben goldenen Wellensparren, welcher für den Zusammenfluss der Eller in der Ortslage steht. Die silberne Waage oben im Wappen als Symbol der Gerechtigkeit versinnbildlicht den Gerichtsort Zwinge und soll an die Bewahrung des Gerechtigkeitssinns in der Bevölkerung erinnern. Das silberne Lindenblatt schließlich symbolisiert die Gerichtslinde und den typischen Baumbestand der Umgebung.

## Kultur und Sehenswürdigkeiten

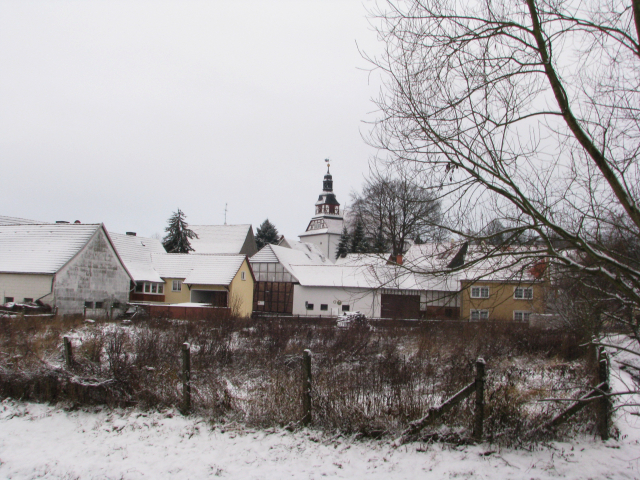
Blick von der alten Bahntrasse auf das Dorfzentrum mit der Kirche

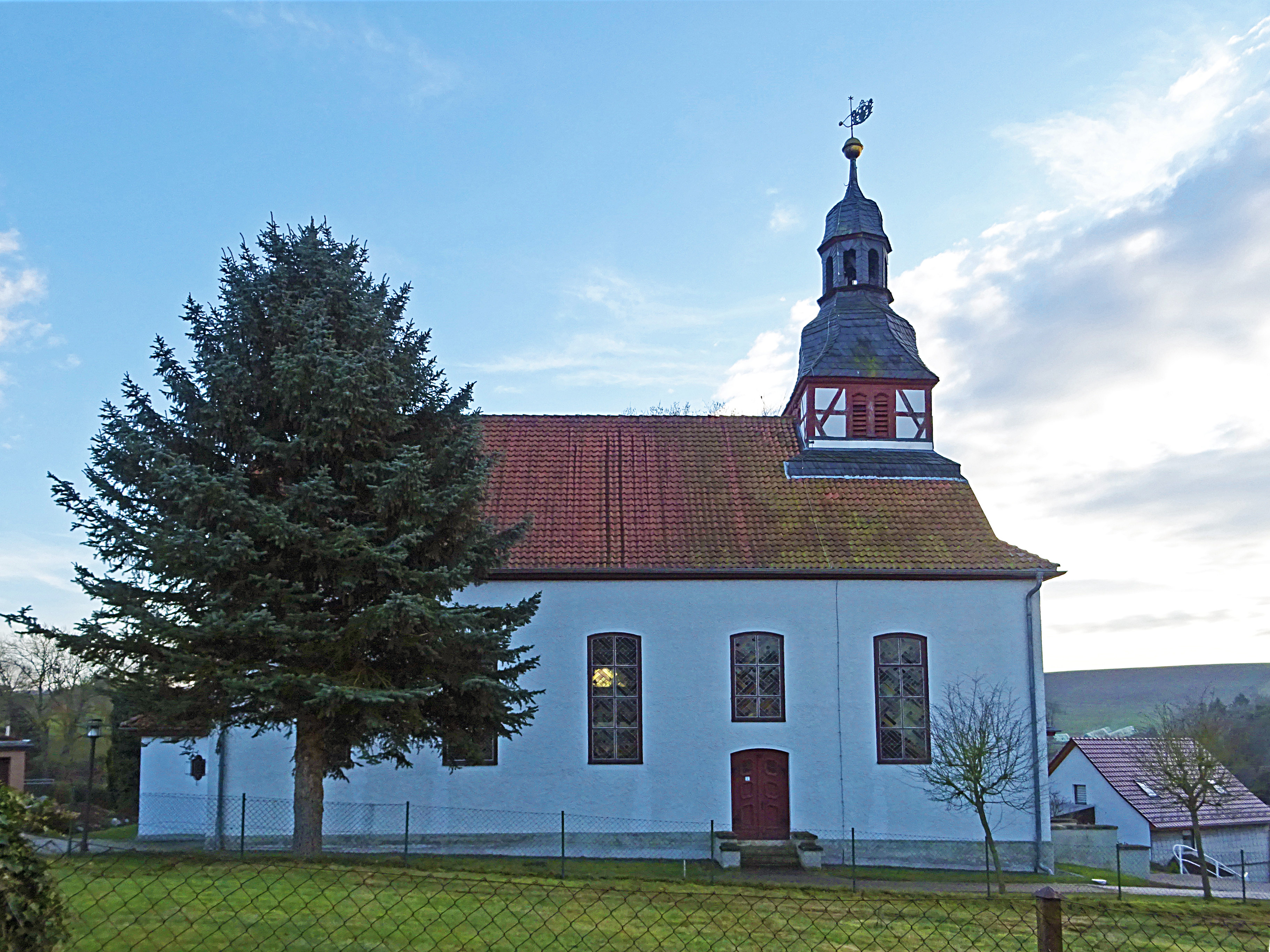
Kirche mit Turm

Die Ruinen der Allerburg wurden bereits im 19. Jahrhundert zum Anziehungspunkt der Bevölkerung und auswärtiger Gäste. Die Reste der ehemaligen Grenzbauwerke und der Gleisanlagen der ehemaligen Bahnstrecke sind jetzt Teil des Naturschutzgebietes Grünes Band.
Am 15. Dezember 1999 pflanzten die Landräte der benachbarten Landkreise Göttingen, Osterode und Eichsfeld am Ortsverbindungsweg Zwinge-Brochthausen eine Friedenseiche. Die beigefügte Informationstafel erinnert an die Grenzöffnung im Dezember 1989.

### Kirche
evangelische Dorfkirche St. Jakobus (Zwinge)

### Kriegerdenkmal
Das Sandstein-Denkmal befindet sich neben der Kirche. Die darauf angebrachte Granitplatte trägt Namen und Daten der Gefallenen und Vermissten beider Weltkriege.
Inschriften:

Niemand hat größere Liebe denn die dasz er sein Leben läszet für seine Freunde
Zum Gedenken an die Gefallenen

## Wirtschaft und Infrastruktur
Die Flächen der Gemarkung werden überwiegend landwirtschaftlich (Ackerbau und Milchviehzucht) genutzt.

### Ansässige Unternehmen
- Ziegelwerk Zwinge Jacobi & Co. Die meisten Gebäude der Ziegelei wurden im Sommer 2012 abgerissen. Auf dem Gelände der Ziegelei befindet sich jetzt ein Solarpark.Blick auf den ehemaligen Bahnhof direkt an der ehemaligen innerdeutschen Grenze.

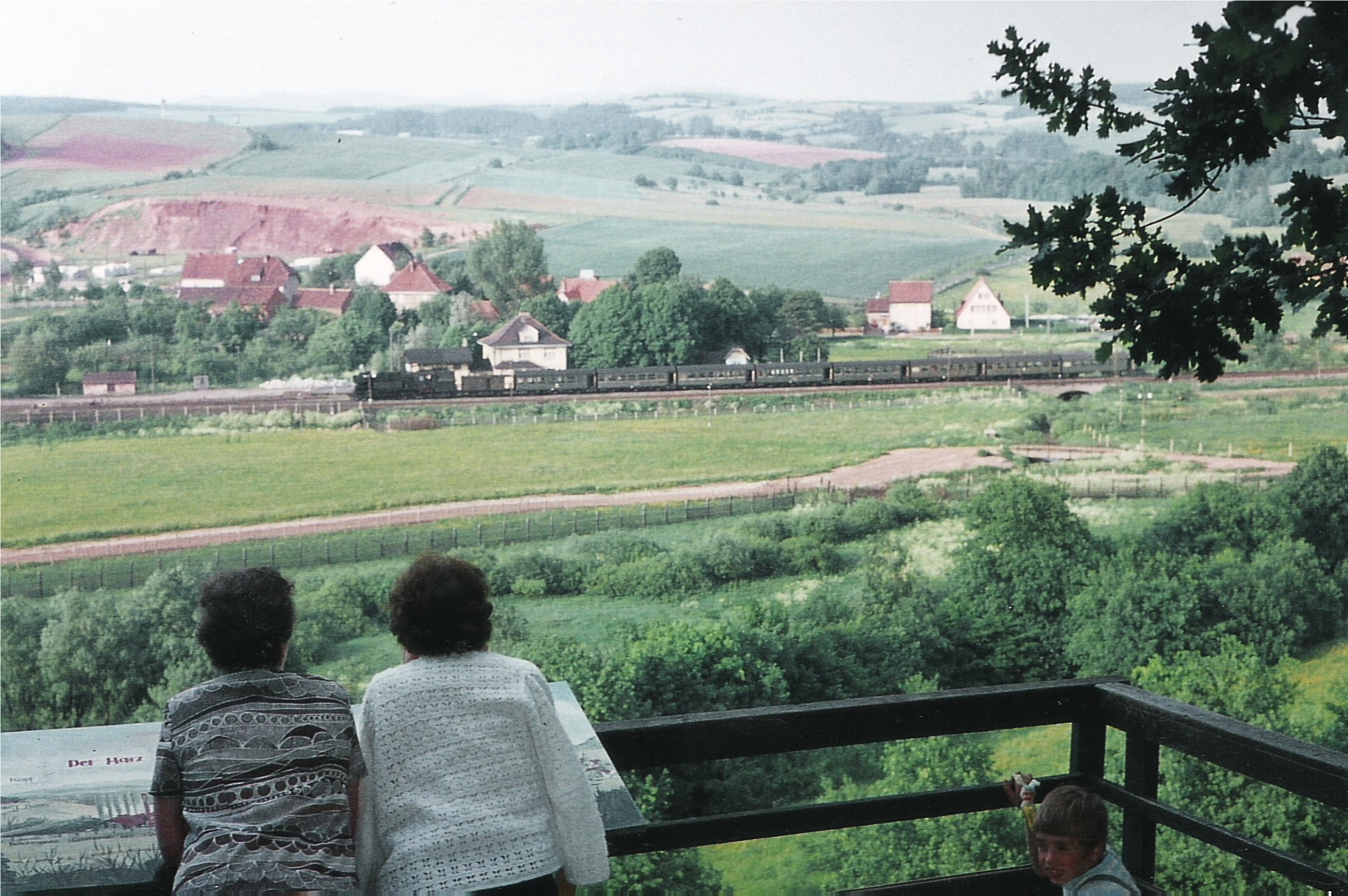
Blick auf den ehemaligen Bahnhof direkt an der ehemaligen innerdeutschen Grenze.

- Sommer Transporte Eichsfeld GmbH

Quelle:

### Straßenverkehr
Durch den Ort Zwinge verläuft die L 1012 nach Worbis; die L 1013 nach Bockelnhagen mit Anschluss an die B 243 (Osterode–Nordhausen). Weiterhin führt die niedersächsische L 531
 nach Duderstadt.

### Schienenverkehr

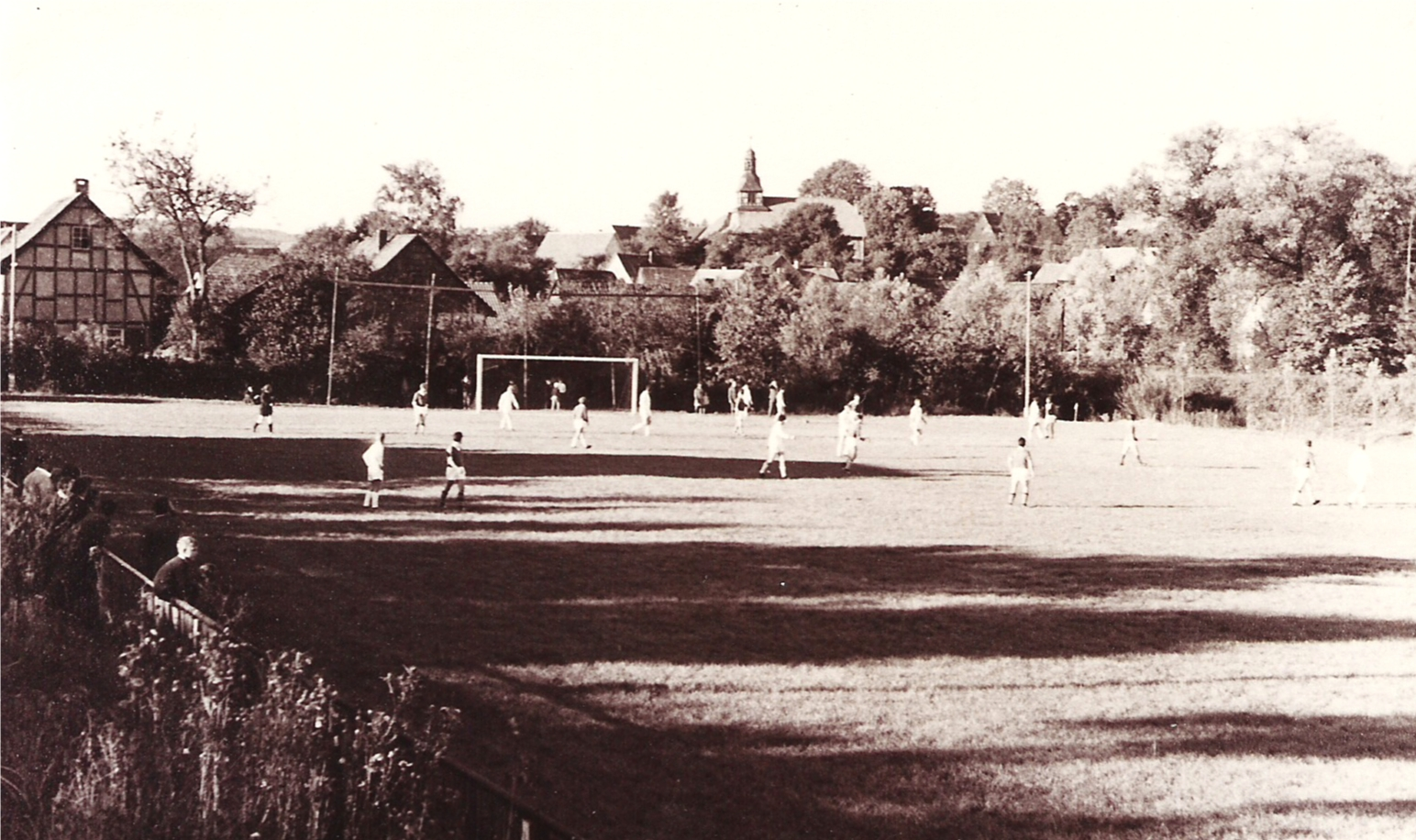
Neuer Sportplatz Zwinge

Zwinge hatte seit 1911 einen Bahnhof an der Bahnstrecke Bleicherode Ost–Herzberg. Infolge der Kriegsereignisse und der Grenzlage wurde der Betrieb der Strecke unterbrochen und ab 1961 schrittweise eingestellt.

## Bürgermeister
Die letzte ehrenamtliche Bürgermeisterin vor der Eingemeindung, Andrea Schwarze, wurde am 6. Juni 2010 wiedergewählt.

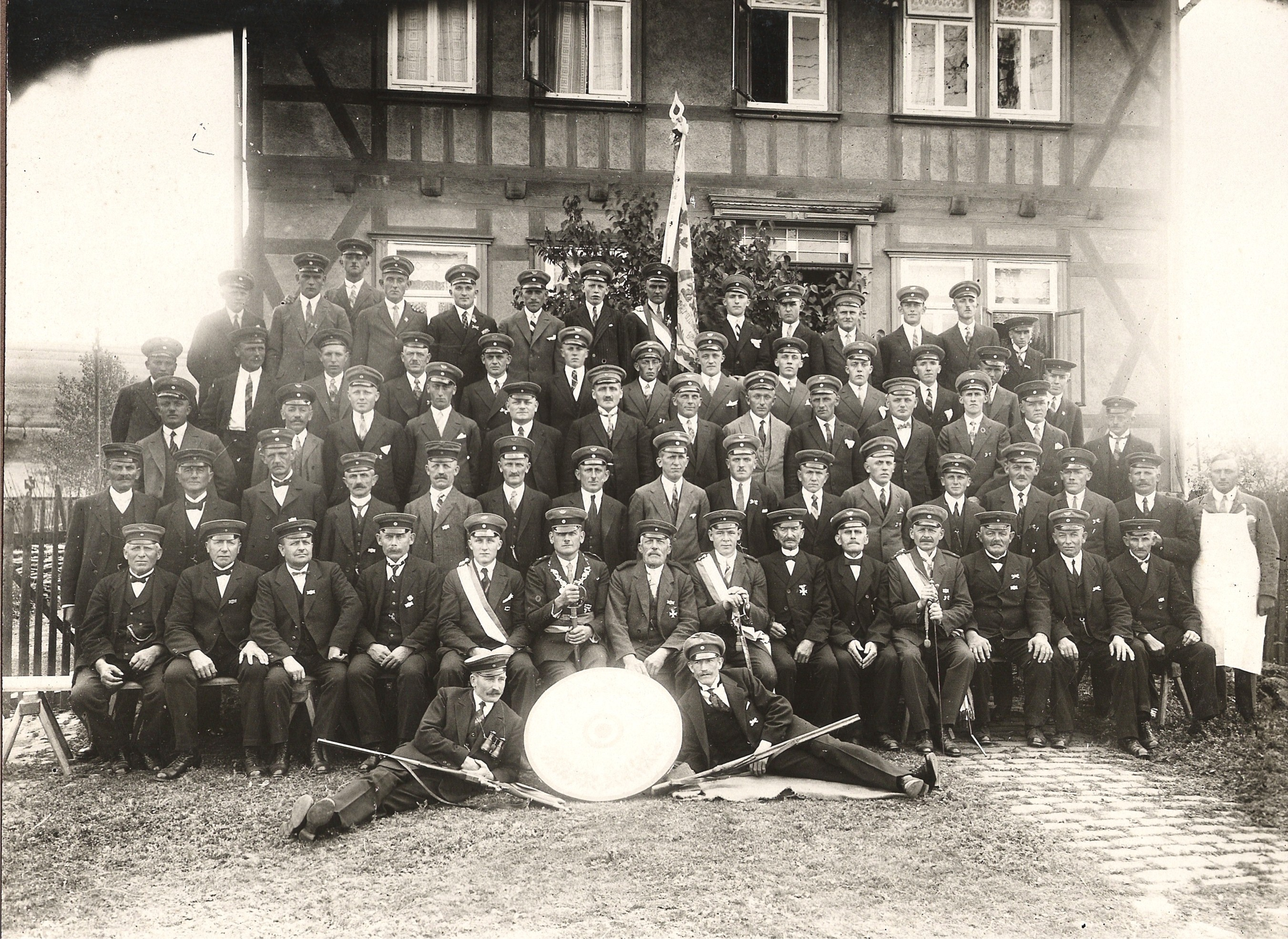
Schützenverein Zwinge im Jahre 1935 zum 50-jährigen Vereinsbestehen

## Persönlichkeiten
- Wendelin Klaer (1925–2008), Geograph

## Vereine
- Zwinger Carnevals Club
- Schützenverein Sankt Hubertus Zwinge
- Sportgemeinschaft Grün-Weiß Zwinge

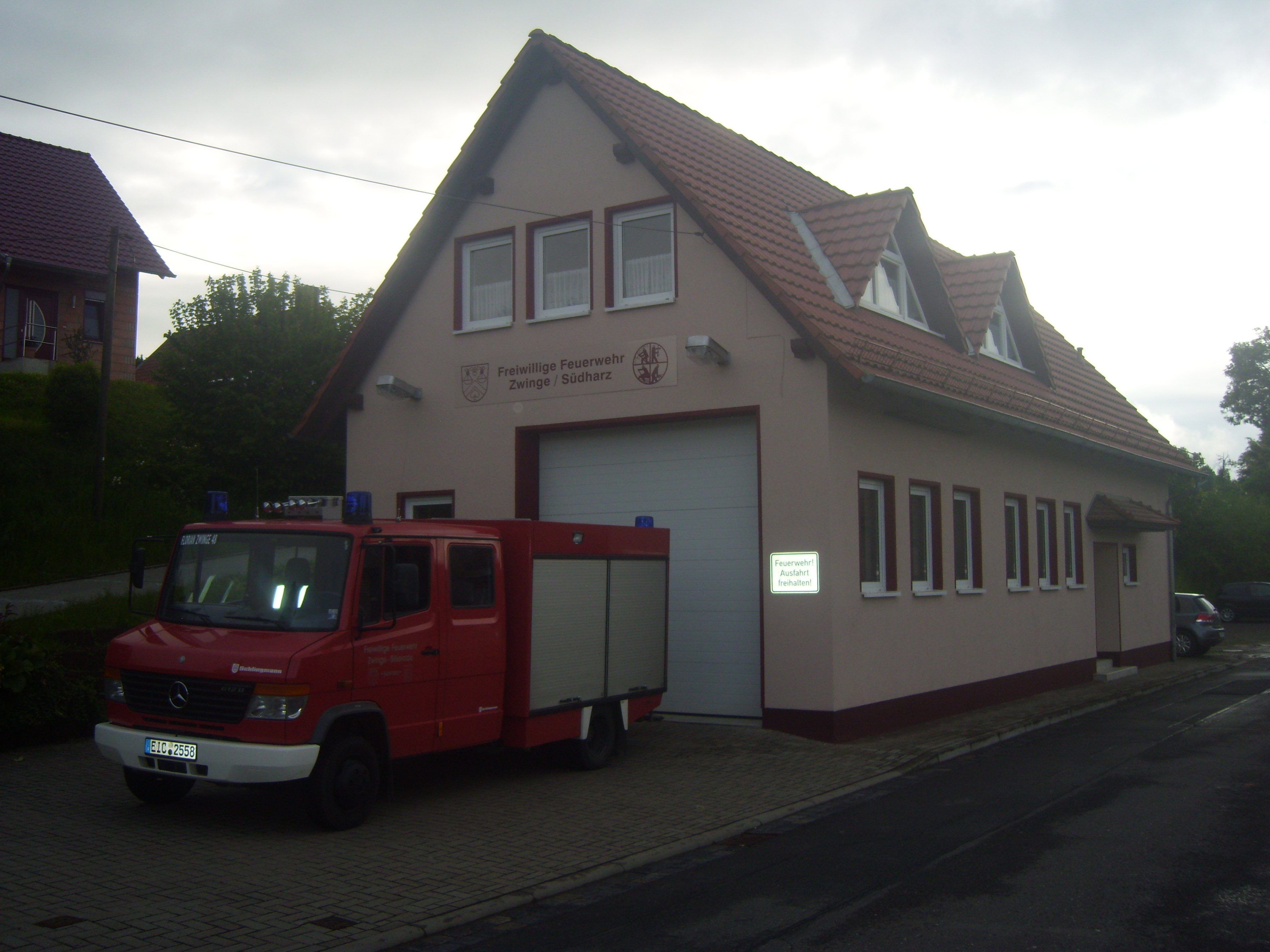
Feuerwehrhaus Zwinge

- Freiwillige Feuerwehr Zwinge
- AngelvereinFeuerwehrhaus Zwinge